# Véghely
Véghely (korábban Krajna, szlovénül: Krajna) falu Szlovéniában, Muravidéken, Pomurska statisztikai régióban. Közigazgatásilag Csendlakhoz tartozik.

## Fekvése
Muraszombattól 10 km-re nyugatra a stájer határ mellett a Dobel-patak partján fekszik.

## Története
A települést 1365-ben "Zecochneche" alakban említik először. Az 1364 karácsonyán kelt királyi oklevéllel jóvá hagyott egyezség szerint  Széchy Péter fia Miklós dalmát-horvát bán és testvére Domonkos erdélyi püspök kapták királyi adományul illetve cserében a Borsod vármegyei Éleskőért, Miskolcért és tartozékaikért Felsőlendvát és tartozékait, mint a magban szakadt Omodéfi János birtokát. Az 1366-os beiktatás alkalmával részletesebben kerületenként is felsorolják az ide tartozó birtokokat, melyek között a falu "Zwetehnafalua in districtu Beelmura" alakban szerepel. A település a későbbi századokon át is birtokában maradt a családnak. A felsőlendvai uradalom belmurai kerületéhez tartozott. 1687, a Széchy család fiági kihalása után a Batthyány és Szapáry családoké lett.
A községben számos kisnemesi eredetű család él, s a régi családok közül nem egy, német származású. A 19. században a tótsági járás egyik peremfaluja volt, a felsőlendvai váruradalomban. 1837-ben 168 katolikus és 43 evangélikus lakta, 1887-ig Krajna, ill. Kraina néven szerepelt a térképeken, nevét földrajzi elhelyezkedése után módosították Véghelyre.
Vályi András szerint " KRAJNA. Elegyes falu Vas Várm. földes Urai több Urak, lakosai katolikusok, fekszik Tiszinához nem meszsze, ’s azok filiája, határja síkos, földgye termékeny, réttyei jók, legelője, és fája elég, szőleje is van, keresetre módgya Stájer Országban."
Fényes Elek szerint "Krajna, vindus falu, Vas vmegyében, a muraszombati uradalomban: 152 kath., 28 evang. lak."
Vas vármegye monográfiája szerint " Véghely, stájer határszéli község 40 házzal és 277 r. kath. vallásu vend lakossal. Postája Ferenczfalva, távírója Muraszombat. A községben sajtgyár van."
1910-ben 245, túlnyomórészt szlovén lakosa volt. A trianoni békeszerződésig Vas vármegye Muraszombati járásához tartozott, 1919-ben átmenetileg a de facto Mura Köztársaság része lett. Még ebben az évben a Szerb–Horvát–Szlovén Királysághoz csatolták, ami 1929-től Jugoszlávia nevet vette fel. 1941-ben átmeneti időre ismét Magyarországhoz tartozott, 1945 után visszakerült jugoszláv fennhatóság alá. 1991 óta a független Szlovénia része, ekkor 346, 2002-ben 299 lakosa volt.

## Nevezetességei
- Neogótikus kápolnája a 20. század első negyedében épült.
- 1740-ben készített barokk Ecce homo szobor.
- Római kori halomsír, átmérője 10 méter, magassága 1 méter.

## Híres emberek
- Temlin Ferenc az első vend nyelvű könyv írója
- Temlin Mátyás író
- Klekl József nemzetiségi politikai vezető
- Klekl József író